# Embalse de Alqueva
El embalse de Alqueva o Alqueba es un embalse con presa de arco situado sobre el río Guadiana, en el Alentejo, Portugal, cerca de la frontera con España. Es el mayor embalse de Europa Occidental, pues hay varios más grandes en Rusia y Ucrania. 
Durante casi cincuenta años estuvo paralizada la construcción de este embalse, que ha supuesto una auténtica revolución agrícola para todo el sur del país, ya que su objetivo, además de la producción de energía eléctrica, es la transformación en regadío de las tierras colindantes.
En efecto, la presa surtirá a 110 000 ha de nuevos regadíos y permite el funcionamiento de una central hidroeléctrica con capacidad para producir 380 MW, cantidad que permite satisfacer los gastos eléctricos de una ciudad de 180 000 habitantes.

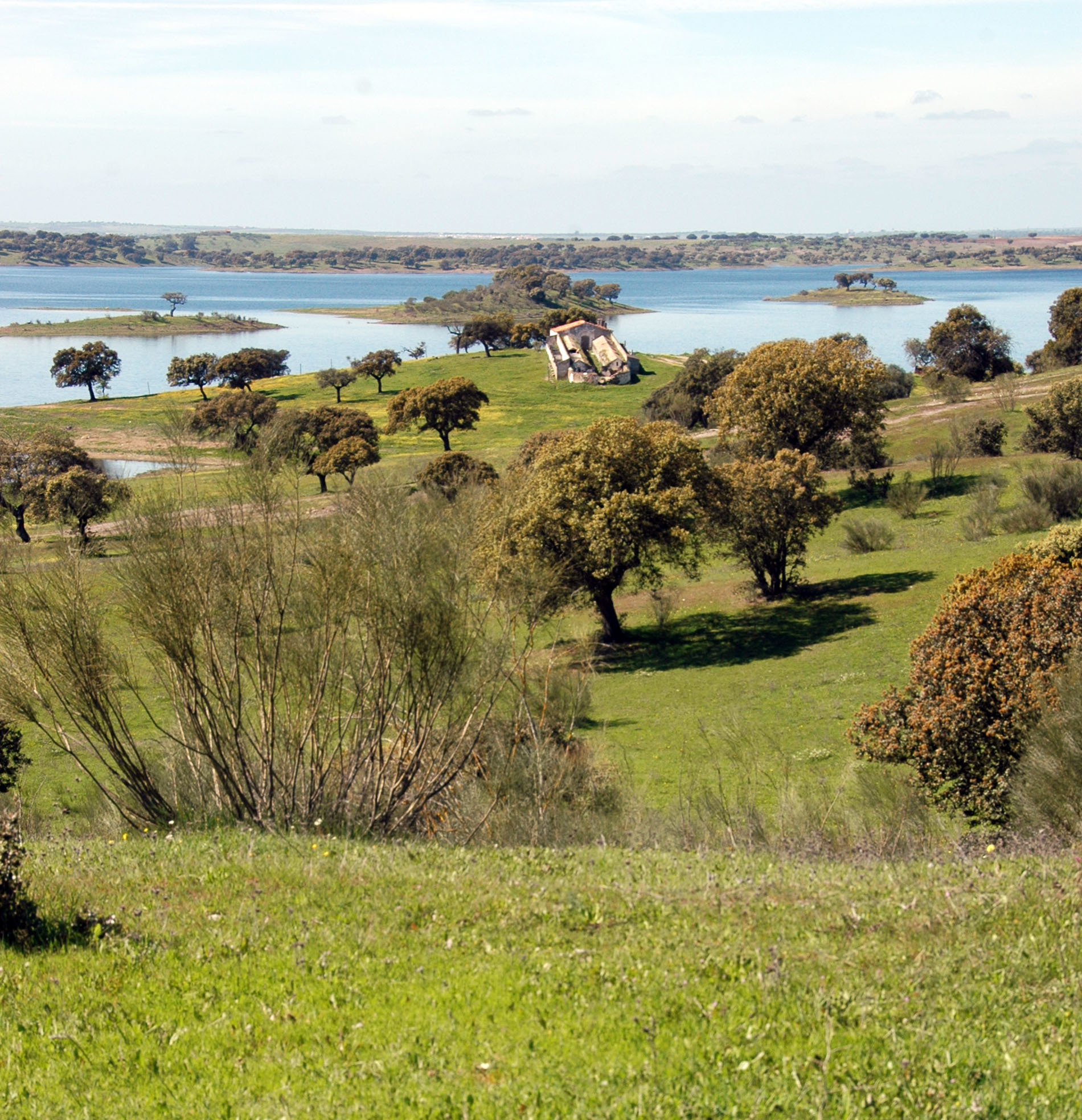
Paisaje del entorno

Ocupa una superficie de 250 km², 33 de los cuales están en territorio de la provincia española de Badajoz. Su capacidad de almacenamiento es de 4150 hm³ de agua (cantidad que equivale a las necesidades de abastecimiento de Lisboa durante 40 años). La longitud, desde la presa hasta la cola del embalse, es de 83 km. Su profundidad máxima es de 152 m. Su recortada costa tiene una longitud de 1160 km, cantidad equivalente al total del litoral marítimo portugués. La altura de la presa es de 96 m, 458 m de larga y 7 de ancha aproximadamente.
La presa fue construida por una unión de 4 empresas compuesta por Bento Pedrodo Construções, Cubiertas y MZOV, Dragados y Somague-Sociedade de Construções.